# 51e cérémonie des Australian Film Institute Awards
La 51e cérémonie des Australian Film Institute Awards, décernés par l'Australian Film Institute, a eu lieu le 11 décembre 2009 et a récompensé les meilleurs films et programmes de télévision réalisés dans l'année.

## Palmarès

### Cinéma

#### Meilleur film
- Samson et Delilah (Samson and Delilah)
  - Balibo
  - Beautiful Kate
  - Blessed
  - Mao's Last Dancer
  - Mary et Max (Mary and Max)

#### Meilleur réalisateur
- Warwick Thornton pour Samson et Delilah (Samson and Delilah)
  - Robert Connolly pour Balibo
  - Rachel Ward pour Beautiful Kate
  - Bruce Beresford pour Mao's Last Dancer

#### Meilleur acteur
- Anthony LaPaglia pour le rôle de Roger East dans Balibo
  - Ben Mendelsohn pour le rôle de Ned dans Beautiful Kate
  - Hugo Weaving pour le rôle de Kev dans Last Ride
  - Rowan McNamara pour le rôle de Samson dans Samson et Delilah (Samson and Delilah)

#### Meilleure actrice
- Frances O'Connor pour le rôle de Rhonda dans Blessed
  - Sophie Lowe pour le rôle de Kate dans Beautiful Kate
  - Sacha Horler pour le rôle de Natalie dans My Year without Sex
  - Marissa Gibson pour le rôle de Delilah dans Samson et Delilah (Samson and Delilah)

#### Meilleur acteur dans un second rôle
- Oscar Isaac pour le rôle de José Ramos-Horta dans Balibo
  - Brandon Walters pour le rôle de Nullah dans Australia
  - Damon Gameau pour le rôle de Greg Shackleton dans Balibo
  - Bryan Brown pour le rôle de Bruce dans Beautiful Kate

#### Meilleure actrice dans un second rôle
- Rachel Griffiths pour le rôle de Sally dans Beautiful Kate
  - Bea Viegas pour le rôle de Juliana dans Balibo
  - Maeve Dermody pour le rôle de Toni dans Beautiful Kate
  - Mitjili Gibson pour le rôle de Nana dans Samson et Delilah (Samson and Delilah)

#### Meilleur scénario original
- Samson et Delilah (Samson and Delilah) – Warwick Thornton
  - Cedar Boys – Serhat Caradee
  - Mary et Max (Mary and Max) – Adam Elliot
  - My Year Without Sex – Sarah Watt

#### Meilleur scénario adapté
- Balibo – David Williamson et Robert Connolly
  - Beautiful Kate – Rachel Ward
  - Blessed – Andrew Bovell, Melissa Reeves, Patricia Cornelius et Christos Tsiolkas
  - Mao's Last Dancer – Jan Sardi

#### Meilleurs décors
- Australia – Catherine Martin, Ian Gracie, Karen Murphy et Beverley Dunn
  - Balibo – Robert Cousins
  - Mao's Last Dancer – Herbert Pinter
  - Mary et Max (Mary and Max) – Adam Elliot

#### Meilleurs costumes
- Australia – Catherine Martin et Eliza Godman
  - Balibo – Cappi Ireland
  - Lucky Country – Mariot Kerr
  - Mao's Last Dancer – Anna Borghesi

#### Meilleure photographie
- Samson et Delilah (Samson and Delilah) – Warwick Thornton
  - Balibo – Tristan Milani
  - Beautiful Kate – Andrew Commis
  - Last Ride – Greig Fraser

#### Meilleur montage
- Balibo – Nick Meyers
  - Blessed – Jill Bilcock
  - Mao's Last Dancer – Mark Warner
  - Samson et Delilah (Samson and Delilah) – Roland Gallois

#### Meilleur son
- Samson et Delilah (Samson and Delilah) – Liam Egan, David Tranter, Robert Sullivan, Tony Murtagh, Yulia Akerholt et Les Fiddess
  - Australia – Andy Nelson, Anna Behlmer, Wayne Pashley MPSE, Guntis Sics et Simon Leadley
  - Balibo – Sam Petty, Emma Bortignon, Phil Heywood et Ann Aucote
  - Mao's Last Dancer – David Lee, Andrew Neil, Yulia Akerholt, Mark Franken et Roger Savage

#### Meilleure musique de film
- Mao's Last Dancer – Christopher Gordon
  - Australia – David Hirschfelder, Felix Meagher, Baz Luhrmann et Angela Little
  - Balibo – Lisa Gerrard
  - Samson et Delilah (Samson and Delilah) – Warwick Thornton

#### AFI Members' Choice Award
- Samson et Delilah (Samson and Delilah)
  - Australia
  - Balibo
  - Beautiful Kate
  - Mao's Last Dancer
  - Mary et Max (Mary and Max)

#### News Limited Readers' Choice Award
- Mao's Last Dancer
  - Australia
  - Charlie and Boots
  - Samson et Delilah (Samson and Delilah)

### Récompenses spéciales

#### Raymond Longford Award
- Geoffrey Rush

#### Byron Kennedy Award
- Ray Brown

#### International Award du meilleur acteur
- Russell Crowe pour le rôle de Cal McAffrey dans Jeux de pouvoir (State of Play)
  - Martin Henderson pour le rôle de Jeff dans Dr House (House)
  - Anthony LaPaglia pour le rôle de Jack Malone dans FBI : Portés disparus (Without a Trace)
  - Guy Pearce pour le rôle de Kendall dans Histoires enchantées (Bedtime Stories)

#### International Award de la meilleure actrice
- Toni Collette pour le rôle de Tara Gregson dans United States of Tara
  - Rose Byrne pour le rôle d'Ellen Parsons dans Damages
  - Melissa George pour le rôle de Laura dans En analyse (In Treatment)
  - Mia Wasikowska pour le rôle de Sophie dans En analyse (In Treatment)

#### Meilleur espoir
- Marissa Gibson et Rowan McNamara pour les rôles-titre dans Samson et Delilah (Samson and Delilah)
  - Brandon Walters pour le rôle de Nullah dans Australia
  - Sebastian Gregory pour le rôle de Danny dans Beautiful
  - Toby Wallace pour le rôle de Tom dans Lucky Country

#### Meilleurs effets visuels
- Australia – Chris Godfrey, James E. Price, Andy Brown et Rob Duncan
  - Death of the Megabeasts – Matt Drummond et Mike Dunn
  - Plastic – Sandy Widyanata, Eric So, Mathew Mackereth et Christopher Jackson
  - Scorched – Bertrand Polivka et Soren Jensen (Nine Networks)

#### Meilleures recettes
- Australia
  - Charlie and Boots
  - Mao's Last Dancer

## Récompenses et nominations multiples

### Nominations multiples

#### Cinéma
14 : Balibo
13 : Samson et Delilah
11 : Mao's Last Dancer
10 : Beautiful Kate
9 : Australia
4 : Blessed, Mary et Max, My Year without Sex
2 :  Charlie and Boots, Last Ride, Lucky Country

### Récompenses multiples

#### Cinéma
7 : Samson et Delilah
4 : Australia, Balibo
2 : Mao's Last Dancer